# Grand Prix du Centre de la France
Le Grand Prix du Centre de la France est une course cycliste française disputée au mois de septembre à Bruère-Allichamps, dans le département du Cher. Elle fait partie d'une série d'épreuves organisées par l'AS Culan Cyclisme.
Cette compétition est inscrite au calendrier national de la Fédération française de cyclisme depuis 2016. Elle figure également au programme du Challenge du Boischaut-Marche.

## Palmarès
| Année     | Vainqueur                          | Deuxième                           | Troisième                          |
| --------- | ---------------------------------- | ---------------------------------- | ---------------------------------- |
| 1977      | Alain Vidalie                      | Michel Labertonnière               | Jean-Claude Meunier                |
| 1978      | Guy Dubois                         | Alain Meunier                      | Jean-Claude Meunier                |
| 1979      | Jean-Claude Benoît                 | André Vilpellet                    | E. Chesneau                        |
| 1980      | Philippe Bodier                    | Jean-Paul Romion                   | André Vilpellet                    |
| 1981      | Jean-Paul Romion                   | Denis Roux                         | Jean-Claude Blum                   |
| 1982      | Thierry Barrault                   | Philippe Lagarde                   | Dominique Sandon                   |
| 1983      | Bristeau                           | François Bernard                   | Denis Roux                         |
| 1984      | pas organisé ou résultats inconnus | pas organisé ou résultats inconnus | pas organisé ou résultats inconnus |
| 1985      | Thierry Sigonnaud                  | Patrick Le Droff                   | Éric Gibeaux                       |
| 1986      | Roman Cieślak                      | Alain Préau                        | François Bernard                   |
| 1987      | Nicolas Dubois                     | Roman Cieślak                      | Zbigniew Szczepkowski (pl)         |
| 1988      | Daniel Mahier                      | Christian Leblanc                  | Zbigniew Szczepkowski (pl)         |
| 1989      | Jacek Bodyk                        | Zbigniew Szczepkowski (pl)         | Jean-Luc Vernisse                  |
| 1990      | Éric Fouix                         | Raido Kodanipork                   | Hans Kindberg                      |
| 1991      | Éric Fouix                         | Czesław Rajch                      | Sylvain Bolay                      |
| 1992      | Peep Mikli                         | Dominique Lardin                   | Xavier Bonifait                    |
| 1993      | Jean-François Bresset              | Benoît Farama                      | Éric Fouix                         |
| 1994      | Jérôme Gourgousse                  | Olivier Ouvrard                    | Xavier Vadrot                      |
| 1995      | Guillaume Judas                    | Christophe Thébault                | Emmanuel Pillet                    |
| 1996      | Mickaël Boulet                     | Didier Thubault                    | Laurent Planchaud                  |
| 1997      | Denis Salmon                       | Laurent Planchaud                  | Dominique David                    |
| 1998      | Yann Pivois                        | Piotr Przydział                    | Vincent Bodeau                     |
| 1999-2006 | pas organisé                       | pas organisé                       | pas organisé                       |
| 2007      | Yvan Sartis                        | Cédric Lucasseau                   | Sébastien Fournet-Fayard           |
| 2008      | Martial Roman                      | Benoît Geoffroy                    | Maël Maziou                        |
| 2009      | Ronan Racault                      | Olivier Grammaire                  | Sébastien Boire                    |
| 2010      | Maël Maziou                        | Frédéric Finot                     | Morgan Lamoisson                   |
| 2011      | Samuel Plouhinec                   | Yannick Martinez                   | Pierre Drancourt                   |
| 2012      | Mathieu Teychenne                  | Sébastien Foucher                  | Loïck Lebouvier                    |
| 2013      | Jules Pijourlet                    | Nico Denz                          | Benjamin Le Roscouët               |
| 2014      | Romain Barroso                     | Marc Staelen                       | Romain Combaud                     |
| 2015      | Ronan Racault                      | Thomas Girard                      | Lucas Papillon                     |
| 2016      | Pierre Bonnet                      | Alexandre Jamet                    | Karl Patrick Lauk                  |
| 2017      | Thomas Girard                      | Clément Carisey                    | Baptiste Constantin                |
| 2018      | Clément Carisey                    | Mickaël Guichard                   | Geoffrey Bouchard                  |
| 2019,     | Pierre Almeida                     | Ronan Racault                      | Maxime Urruty                      |
| 2020      | Maxime Urruty                      | Adrien Lagrée                      | Anthony Rodriguez                  |
| 2021      | Stefan Bennett                     | Mickaël Guichard                   | Tao Quéméré                        |
| 2022      | Sten Van Gucht                     | Ronan Racault                      | Thomas Jouannin                    |
| 2023      | Théo Thomas                        | Baptiste Vadic                     | Antony Chamerat-Dumont             |
| 2024      | Farley Barber                      | Antoine Roussel                    | Gari Lagnet                        |